# Vel'mo
Il Vel'mo (in russo  Вельмо?) è un fiume della Russia siberiana centrale, affluente di destra della Tunguska Pietrosa. Scorre nei rajon Severo-Enisejskij ed Ėvenkijskij del Territorio di Krasnojarsk.
Nasce nell'altopiano della Tunguska e ne drena la parte sudoccidentale, scorrendo con direzione dapprima mediamente nordoccidentale, successivamente più decisamente settentrionale; sfocia nella Tunguska Pietrosa nel suo basso corso. Il fiume ha una lunghezza di 504 km e il suo bacino è di 33 800 km². I maggiori affluenti sono la Teja e la Čapa, che confluiscono da sinistra.
Il Vel'mo, analogamente a tutti i fiumi della zona, è gelato per vari mesi l'anno, mediamente da ottobre a fine aprile-maggio; non incontra, nel suo corso, centri urbani di rilievo.